# Raportul Dezvoltării Umane
Raportul Dezvoltării Umane (engleză Human Development Report) este o publicație anuală a Programului Națiunilor Unite pentru Dezvoltare (PNUD).